# Frankatura mieszana
Frankatura mieszana – frankatura znaczkowa, która składa się z dwóch lub więcej znaków opłaty.
Frankatura mieszana obejmuje:
- różne wartości tego samego wydania,
- znaczki różnych wydań.

Frankatura mieszana to także połączenie znaczków z wyciętym znakiem opłaty z całostki lub frankaturą mechaniczną.